# Star Trek: Generations
Star Trek: Generations és una pel·lícula de ciència-ficció estatunidenca del 1994 i la setena pel·lícula de la sèrie de pel·lícules de Star Trek. Malcolm McDowell s'uneix als membres del repartiment del programa de televisió dels anys 60 Star Trek i de la sèrie seqüela de 1987 La nova generació, inclosos William Shatner i Patrick Stewart. A la pel·lícula, el capità Jean-Luc Picard de l'USS Enterprise-D uneix forces amb el capità James T. Kirk per evitar que el vilà Tolian Soran destrueixi un sistema planetari en el seu intent de tornar a un regne extradimensional del Nexus.
Generations es va concebre com una transició del repartiment original de les pel·lícules de Star Trek al repartiment de La nova generació. Després de desenvolupar diverses idees cinematogràfiques simultàniament, els productors van triar un guió escrit per Ronald D. Moore i Brannon Braga. La producció va començar mentre es feia l'última temporada de la sèrie de televisió. El director va ser David Carson, que anteriorment va dirigir episodis de la sèrie de televisió; La fotografia va ser del nouvingut de la franquícia John A. Alonzo. El rodatge es va dur a terme als lots de Paramount Studios i al Valley of Fire State Park, Nevada i Lone Pine (Califòrnia). El clímax de la pel·lícula es va revisar i tornar a rodar després de la mala recepció del públic de prova. La pel·lícula utilitza una barreja d'efectes òptics tradicionals juntament amb imatges generades per ordinador i va ser gravada pel compositor habitual de Star Trek Dennis McCarthy.
Star Trek Generations es va estrenar als Estats Units el 18 de novembre de 1994. Paramount va promocionar la pel·lícula amb enllaços de marxandatge, que incloïen joguines, llibres, jocs i un lloc web, el primer per a una pel·lícula important. La pel·lícula es va estrenar al capdavant de la taquilla dels Estats Units la seva primera setmana d'estrena i va recaptar un total de 118 milions de dòlars a arreu del món. La recepció de la crítica va ser mixta, amb els crítics dividits sobre els personatges de la pel·lícula i la comprensibilitat per a un espectador casual. Va ser seguida per Star Trek: First Contact el 1996.

## Argument
El 2293, els oficials retirats de la Flota Estel·lar James T. Kirk, Montgomery Scott i Pavel Chekov assisteixen al viatge inaugural de l'USS Enterprise-B. Durant el creuer de prova, la nau estel·lar es veu obligada a una missió de rescat per salvar dues naus de refugiats El-Aurian que han estat atrapades per una cinta d'energia massiva. Enterprise és capaç de salvar alguns dels refugiats abans que les seves naus siguin destruïdes, però queda atrapat per la cinta, i Kirk va a una sala de control per ajudar la nau a escapar. Mentre que l' Enterprise és alliberat, Kirk se suposa perdut a l'espai i mort després que l'extrem final de les llàgrimes de la cinta obrin el casc de la nau.
El 2371, la tripulació de l'USS Enterprise-D es troba en una simulació per ordinador a l'holocoberta, celebrant la promoció del company de nau Worf a tinent comandant. El capità Jean-Luc Picard s'assabenta que el seu germà i el seu nebot han estat assassinats en un incendi i s'angoixa perquè la família Picard acabarà amb ell. L' Enterprise rep una trucada de socors d'un observatori estel·lar, on un El-Aurian, el doctor Tolian Soran, llança una sonda a l'estrella propera. La sonda fa que l'estrella imploti, creant una ona de xoc que destrueix el seu sistema planetari. Soran segresta l'enginyer de l' Enterprise Geordi La Forge i és transportat fora de l'estació per una Au de Presa klíngon que pertany a les germanes Duras.
El membre de la tripulació de l' Enterprise Guinan diu a Picard que ella i Soran estaven entre els El-Aurians rescatats l'any 2293. Soran, que va perdre la seva família quan el seu món natal va ser destruït, està obsessionat amb tornar a la cinta energètica per assolir el "Nexus", un regne extradimensional de compliment de desitjos que existeix fora de l'espai-temps normal. Picard i Data determinen que Soran, incapaç de fer volar amb seguretat una nau directament a la cinta, està alterant el seu camí eliminant els efectes gravitatoris de les estrelles properes. Soran planeja destruir una altra estrella per portar la cinta al planeta Veridian III, matant  milions de persones en un planeta habitat proper.
En entrar al sistema Veridian, Picard s'ofereix a les germanes Duras a canvi de La Forge però insisteix a ser transportat directament a Soran. La Forge torna a l' Enterprise, però sense voler-ho exposa els detalls de defensa de la nau a través del transmissor instal·lat al seu dispositiu VISOR. Les germanes Duras ataquen i l' Enterprise pateix danys crítics abans de destruir l'Au de Presa activant el seu dispositiu d'encobriment i disparant torpedes de fotons quan els seus escuts cauen. Quan La Forge informa que la nau estel·lar està a punt de patir una ruptura del nucli de curvatura com a conseqüència de l'atac, el comandant William Riker evacua tothom a la secció de plat davanter de la nau estel·lar, que se separa de la secció d'enginyeria just abans que es produeixi la bretxa. L'ona de xoc resultant envia la secció del plat xocant a la superfície de Veridian III.
Picard no aconsegueix aturar Soran de llançar una altra sonda. La destrucció resultant de l'estrella Veridian altera el curs de la cinta i Picard i Soran entren al Nexus abans que l'ona de xoc destrueixi Veridian III. Picard es troba envoltat d'una família idealitzada, però s'adona que és una il·lusió. S'enfronta a un "eco" de Guinan deixat enrere al Nexus. Guinan l'envia a conèixer James T. Kirk, segur al Nexus. Tot i que en Kirk inicialment està entusiasmat per l'oportunitat que el Nexus ofereix per expiar les lamentacions del passat, s'adona que no té perill i emoció. Després d'haver après que poden viatjar quan i on vulguin a través del Nexus, Picard convenç en Kirk de tornar amb ell a Veridian III, poc abans que Soran llanci la sonda.
Treballant junts, Kirk i Picard distreuen en Soran el temps suficient perquè Picard tanqui la sonda al seu lloc; explota a la plataforma de llançament i mata en Soran. Kirk és ferit mortalment en l'esforç i Picard l'enterra al lloc. Arriben tres naus de la Federació per recuperar els supervivents de l' Enterprise de Veridian III. Picard pensa que donat el llegat de la nau, l' Enterprise-D no serà l'última nau que portarà el nom.

## Repartiment

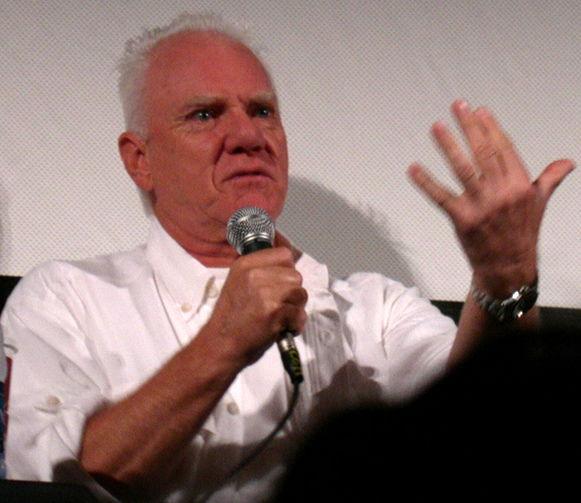
Malcolm McDowell (a la foto el 2007) va demanar que el seu personatge no tingués trets àliens per evitar llargues sessions a la cadira de maquillatge.

El repartiment principal de Star Trek: La nova generació repeteix els seus papers a Generations: Patrick Stewart com el capità Jean-Luc Picard, Jonathan Frakes com el comandant William Riker, LeVar Burton com a cap d'enginyeria, tinent comandant Geordi La Forge, Brent Spiner com a tinent comandant Data, Gates McFadden com a comandant de l'oficial mèdic en cap Beverly Crusher, Michael Dorn com a tinent comandant Worf i Marina Sirtis com a comandant consellera del vaixell Deanna Troi. Els personatges recurrents de la sèrie tornen, incloses Barbara March i Gwynyth Walsh com a les viles germanes Klingon Lursa i B'Etor Duras, Patti Yasutake com a tinent d'infermera d'Enterprise Alyssa Ogawa, i Whoopi Goldberg com a Guinan.
Malcolm McDowell interpreta Tolian Soran, l'antagonista de la pel·lícula. McDowell havia treballat amb Stewart a l'escenari dècades abans, i va gaudir de l'oportunitat de matar el personatge de Shatner. Li agradaven els cabells de punta i el conjunt negre del seu personatge, i va demanar que el seu personatge no tingués trets àliens per evitar llargues sessions de maquillatge.
Al guió inicial de la pel·lícula, apareixia tot el repartiment principal de La sèrie original, però només tres membres apareixen a la pel·lícula: William Shatner com a Kirk, James Doohan com a Scott i Walter Koenig com a Chekov.:17 Leonard Nimoy i DeForest Kelley no van voler aparèixer com els seus personatges Spock i Leonard McCoy. Nimoy va pensar que hi havia problemes de la història amb el guió i que el paper de Spock hi era aliè.:17–20 El productor Rick Berman va dir a la premsa: "Tant Leonard Nimoy com DeForest Kelley sentien que es van acomiadar correctament a l'última pel·lícula." Les línies de Nimoy i Kelley van ser modificades posteriorment per a Doohan i Koenig. La notícia que no tot el repartiment de la Sèrie original estava a la pel·lícula no es va transmetre a tots els actors de La nova generació. Quan Goldberg va arribar al plató el seu primer dia, immediatament va demanar veure a Nichelle Nichols, que va interpretar a Nyota Uhura a La sèrie original. Quan li van dir que Nichols no era a la pel·lícula, li va dir a Koenig: "Els fans han estat esperant durant anys per veure'ns a la pantalla Nichelle, jo i Uhura i Guinan juntes." Patrick Stewart va dir que havia fet un esforç per garantir la participació del repartiment original a la pel·lícula: "No volia que naveguéssim cap al futur només com el repartiment de La nova generació."

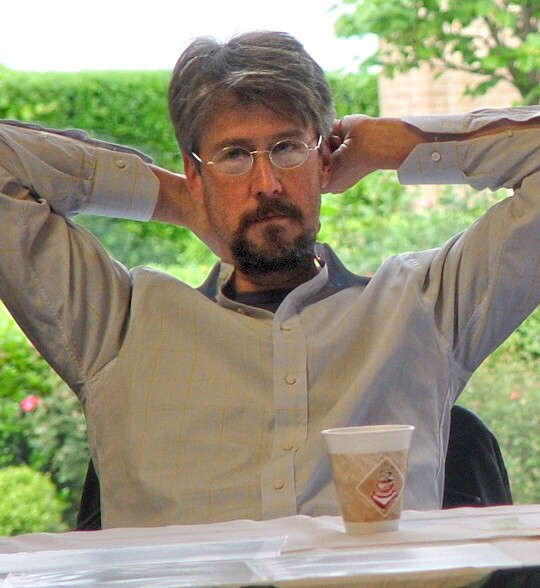
Alan Ruck (2004)

Alan Ruck interpreta al capità de l' Enterprise-B John Harriman. Quan se li va oferir el paper, Ruck va suposar que interpretaria un extraterrestre, i va dir: "Mira, quan m'afaito cada dia, no em miro al mirall i dic: "Ei! Hi ha un comandant de nau estel·lar". Berman li va informar que el personatge era d'una família benestant i relacionada, i va ser posat al comandament com a trampolí per a una carrera política. Jacqueline Kim interpreta a la timoner de l' Enterprise-B Demora Sulu. Kim va consultar amb el supervisor d'art Michael Okuda per assegurar-se que els moviments de les seves mans i les manipulacions dels controls de les naus fossin coherents i precises. Glenn Morshower interpreta un dels pilots de l' Enterprise-B; es va disculpar amb el director per un primer assaig deficient, perquè com a fan de Star Trek no estava acostumat a actuar juntament amb actors que havia idolatrat durant anys.:5'50"
Molts dels personatges secundaris de la pel·lícula van aparèixer en diferents papers a la sèrie de televisió. Tim Russ, que apareix com un oficial de pont Enterprise-B, va interpretar un terrorista a "Una nau minada" i un klíngon a "Invasive Procedures", i posteriorment es va unir al repartiment de Star Trek: Voyager com el vulcanià Tuvok.:318 Alguns dobles d'acció del repartiment principal van interpretar diversos papers de fons.

## Producció

### Desenvolupament
El 1992, mesos abans de l'anunci oficial d'un seguiment de Star Trek VI: The Undiscovered Country, els executius de Paramount Pictures es van acostar al productor de La nova generació Rick Berman per crear un altre llargmetratge.:308 Bermann va informar als guionistes Ronald D. Moore i Brannon Braga que Paramount havia aprovat un acord de dues pel·lícules:308 aproximadament a la meitat de la sisena temporada de La nova generació. A Moore i Braga, convençuts que Berman els havia trucat al seu despatx per dir-los que La nova generació era cancel·lada i que no tenien feina, se'ls va encarregar d'escriure la pel·lícula.:308:241 Berman també va treballar amb l'antic productor de La nova generació Maurice Hurley per desenvolupar possibles idees per a històries, amb la intenció de desenvolupar dos guions de pel·lícules simultàniament i prioritzar el que fos més prometedor.:246 El productor executiu Michael Piller va rebutjar l'oportunitat de desenvolupar idees, oposant-se al que considerava una competència per a la feina.:308 El guió de Moore i Braga va ser finalment escollit. Els escriptors van passar setmanes desenvolupant la història amb Berman, abans de prendre unes vacances de treball el maig de 1993 per escriure el primer esborrany del guió, acabat l'1 de juny.:309
Moore va descriure Generations com un projecte amb diversos elements necessaris. Berman va considerar que tenir el repartiment original de les anteriors pel·lícules de Star Trek se sentia com una "bona manera de passar el relleu" a la següent sèrie.:308 L'estudi volia que el repartiment original només aparegués en els primers minuts i Kirk només es repetís al final de la pel·lícula. Altres peticions van incloure un antagonista semblant a Khan Noonien Singh, els klíngons, i una trama humorística de Data. En un moment donat, els escriptors van jugar amb la idea d'enfrontar les dues tripulacions. "Estàvem obsessionats amb la imatge del pòster de les dues Enterprise enfrontades en combat: Kirk vs. Picard, Un ha de morir!", va dir Moore. En última instància, els escriptors no van poder trobar una explicació plausible per a aquest conflicte i van abandonar la idea.:248
En l'esborrany inicial del guió, el repartiment de la sèrie original va aparèixer en un pròleg, i Guinan va servir de pont entre les dues generacions. El pla d'obertura hauria estat tot el repartiment amuntegat en un ascensor, feliç de tornar a estar junts. També va aparèixer la destrucció de l'Enterprise-D: Moore havia proposat per primera vegada el xoc del plat com a conclusió de la primera part d'una història de deixada en suspens de la sisena temporada que va ser descartada.:309 La mort de Kirk es va desenvolupar a les sessions de històries de Braga, Moore i Berman. Moore va recordar que "volíem apuntar alt, fer alguna cosa diferent i gran... Sabíem que havíem de tenir un arc històric de Picard fort, així que quines són les coses profundes de la vida d'un home que ha d'afrontar? La mortalitat encapçala la llista". Després que la idea de matar a un membre del repartiment de La nova generació va ser vetada, algú va suggerir que Kirk morís. "Tots vam mirar al nostre voltant i vam dir: "Pot ser això", va dir Moore. L'estudi i Shatner tenien poques preocupacions pel punt de la trama.:309
Perfeccionar el guió significava enfrontar-se a la realitat de les limitacions pressupostàries. La proposta inicial incloïa rodatges a Hawaii, Idaho i l'Oest Mitjà, i el pressupost total era de més de 30 milions de dòlars. El pressupost es va reduir a 25 milions de dòlars després de les negociacions.:309 Una versió revisada del guió del març de 1994 va incorporar els comentaris dels productors, l'estudi, els actors i el director. Els guionistes van canviar una seqüència en què Harriman entrenava els seus predecessors en l'operació de l' Enterprise-B després que Shatner considerés que la broma de l'escena anava massa lluny. La tragèdia personal de Picard es va escriure com l'atac cardíac del seu germà Robert, però Stewart va suggerir la pèrdua de tota la seva família per afegir un impacte emocional.:310 La seqüència inicial va tenir lloc a l'observatori solar amb dos personatges influïts per Rosencrantz i Guildenstern parlant poc abans d'un atac enemic; l'escriptora de la nova generació Jeri Taylor va suggerir que l'obertura hauria de ser una cosa "divertida", que condueixi al canvi a l'escena holocoberta.:311
Nimoy va rebutjar l'oportunitat de dirigir la pel·lícula.:309 Els productors van triar David Carson. El director britànic no tenia experiència cinematogràfica, però havia dirigit diversos episodis de Star Trek, inclòs l'episodi de La nova generació "L'Enterprise del passat" i el pilot de Deep Space Nine "Emissary".

### Disseny
El veterà de Star Trek Herman Zimmerman va exercir de dissenyador de producció, col·laborant amb l'il·lustrador John Eaves per a molts dissenys.:312 L'enfocament de Zimmerman per fer realitat una visió del futur va ser agafar els dissenys existents d'una manera diferent i utilitzar-los en el futur. Prenent exemples de l'enfocament del director Nicholas Meyer a Star Trek 2: La còlera del Khan, Zimmerman va assenyalar que la humanitat futura encara tindrà les mateixes necessitats de mobiliari, per la qual cosa un enfocament lògic era començar amb allò que romandria igual i treballar a partir d'aquí.:52
La transició de la televisió al cinema va suposar que els decorats i els dissenys havien de ser més detallats, amb un nivell més elevat de poliment per poder destacar a la gran pantalla. Zimmerman es va sentir obligat a millorar els sets que els aficionats havien vist durant set temporades, especialment el pont. Zimmerman va tornar a pintar el conjunt, va afegir consoles d'ordinador, va aixecar la cadira del capità per a una presència més dominant i va reelaborar els puntals del sostre del pont; sempre havia estat descontent amb l'aspecte del sostre, però mai no va tenir temps ni diners per tornar-lo a treballar.:52–53
El guió demanava una ubicació completament nova a Enterprise-D: cartografia estel·lar. El guió descrivia la ubicació com una petita habitació amb mapes a una paret. En trobar el concepte poc interessant, Zimmerman va dissenyar un conjunt circular de tres pisos per donar la impressió que els actors estaven dins d'un mapa estel·lar dominat per pantalles. El treball anterior de Zimmerman dissenyant un centre de gestió de crisi va influir en el disseny.:54 Els mapes estel·lars retroil·luminats que cobrien tres quartes parts de la paret haurien estat impossibles de crear en els anys anteriors a l'augment de les impressores d'injecció de tinta de gran format i el programari de gràfics per ordinador. Els mapes estel·lars es van substituir per una pantalla blava per a escenes on les imatges estàtiques serien substituïdes per mapes d'estrelles animats per ordinador de Santa Barbara Studios. La cartografia estel·lar va ser un dels conjunts més grans que s'hagin construït en un lot Paramount.:27
La pel·lícula va marcar la primera aparició de la nau estelar Enterprise-B. La nau era una modificació de l' Excelsior, un model dissenyat i construït per Bill George i la casa d'efectes Industrial Light & Magic (ILM) per a Star Trek 3: A la recerca de Spock una dècada abans. El coproductor Peter Lauritson, l'il·lustrador John Eaves i Zimmerman van dissenyar l' Enterprise-B amb addicions al seu casc, algunes de les quals es van afegir perquè poguessin representar danys a la nau sense danyar la superfície del model subjacent, i per millorar l'aspecte de la nau quan es filmava des dels angles indicats al guió.:319 El pont de la nau es basava en dissenys anteriors per als conjunts "Enterprise"-A i "Excelsior" que Zimmerman havia creat per a "The Undiscovered Country", utilitzant peces de cadascun. El moll espacial circumdant per al viatge inaugural de l' Enterprise  va ser una modificació del model creat per a Star Trek: La pel·lícula (1979),:319 reformat i modificat per adaptar-se millor al marc de pantalla anamòrfic de la pel·lícula.:79
Igual que Zimmerman, George va aprofitar el debut a la pantalla de l' Enterprise-D per retocar el model.:79 Com que Generations presentava l' Enterprise-D separada en les seves seccions de plat i d'enginyeria, el model original d'1,8 metres construït per ILM per a la sèrie de televisió es va eliminar de l'emmagatzematge. El model es va despullar, es va tornar a cablejar i es va detallar la seva superfície per resistir l'escrutini.:320 George va canviar el treball de pintura, ja que va recordar que havien tingut pressa per preparar el model per a la televisió i el seu esquema de color verd i blau no es va llegir correctament a la pel·lícula. L'esquema de pintura es va canviar cap a un "gris cuirassat", amb zones de rajoles brillants que recorden l' Enterprise del llargmetratge original.:79
Mentre que Generations va fer ús de nous conjunts i accessoris, el decorador d'escenografia John M. Dwyer va reutilitzar els accessoris existents o en va fer de nous amb materials prefabricats sempre que era possible, en lloc de gastar diners en articles nous: es va crear un dispositiu de tortura a partir d'una cadira de part, tallapels del nas i llanternes; els materials d'embalatge van formar les formes de les parets del pont de l'Au de Presa; i el míssil de Soran va utilitzar un alimentador d'ocells i altres subministraments de botigues de jardineria per als seus elements interiors.:316 El set de l'observatori estel·lar es va omplir d'accessoris de La nova generació, amb alguns afegits com a gestos deliberats a episodis passats.:317 Altres conjunts reutilitzats incloïen el pont klíngon construït per a Star Trek 4: Missió salvar la terra i parets de plàstic nervades als tubs Jefferies, reutilitzats a partir dels decorats de La caça de l'Octubre Roig. Les peces d'escenografia i els accessoris originals incloïen pintures per a la configuració del Nexus.:317
Robert Blackman, el dissenyador de vestuari de La nova generació, va redissenyar els uniformes de la Flota Estel·lar que la tripulació de l' Enterprise-D portaria a la pel·lícula. Blackman va crear uniformes d'aspecte militar amb mànigues de rang inspirats en "La sèrie original", colls alts i jaquetes que recordaven els uniformes desenvolupats per a "La còlera del Khan". El redisseny va ser abandonat, i el repartiment va portar combinacions dels uniformes de La nova generació i Deep Space Nine; l'única incorporació nova va ser una insígnia de comunicacions angular dissenyada per Eaves que va substituir la de forma ovalada anterior. El temps va ser tan curt que Jonathan Frakes i Levar Burton van agafar prestats els vestits dels actors de Deep Space Nine Avery Brooks i Colm Meaney. Blackman també va crear un vestit de paracaigudisme que portava Shatner; tot i que l'escena va ser tallada de la pel·lícula, la disfressa es va utilitzar a l'episodi de Voyager "Extreme Risk".

### Rodatge

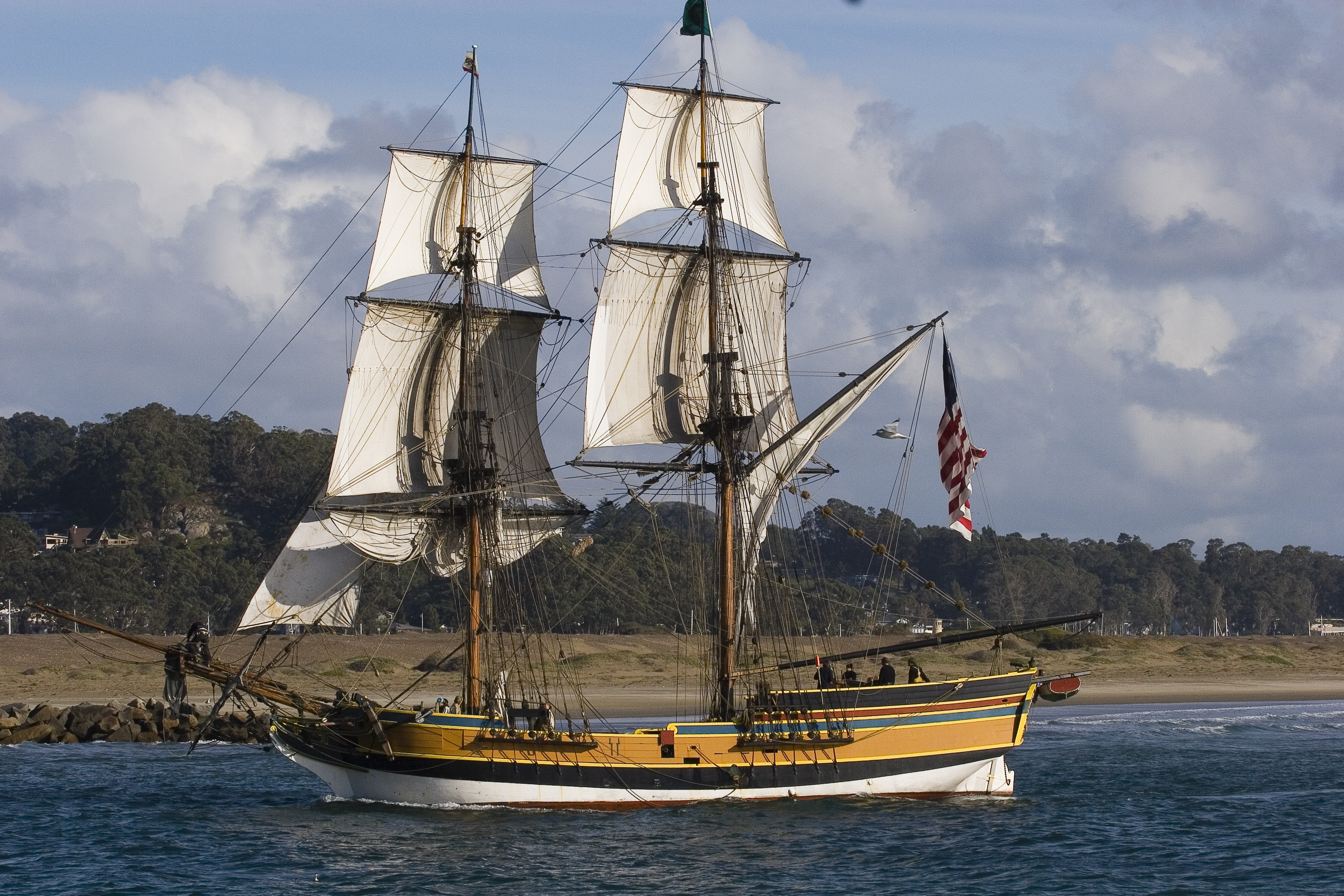
El Lady Washington es va representar com una recreació de l'holocoberta d'un veler Enterprise.

Berman va recolzar l'elecció de Carson de contractar John A. Alonzo, el director de fotografia de Chinatown i Scarface.:311 A Alonzo se li van mostrar més d'una dotzena d'episodis de Star Trek per familiaritzar-se amb la franquícia. Va afavorir les escenes d'il·luminació tant com era possible des dels decorats en lloc de posar en escena llums i banderes per a cada presa. Carson va acreditar aquest enfocament per estalviar temps i permetre més llibertat a l'hora de rodar. Més tard va escriure que la producció es va moure a un ritme com de "televisió"; La fotografia principal va concloure després de 51 dies.:7'10"–7'45"
El rodatge va començar el 28 de març de 1994. Generations i La nova generació es van filmar simultàniament en diferents escenaris sonors al solar de Paramount Studios. Les escenes que no presentaven els habituals de la sèrie de televisió es van filmar primer,:307 començant per les de la sala deflectora Enterprise-B. Les escenes d'Harriman, Chekov i Scott reaccionant a l'aparent mort de Kirk es van filmar una setmana més tard, per donar temps perquè la sala del deflector es desangoixés adequadament per visualitzar els danys.
El Plató 7 va ser on es van construir i rodar el pont, la sala de deflectors i els passadissos de l' Enterprise-B. Les sacsejades i cops de la nau a la bodega de la cinta energètica van ser creades per cops de càmera i motors per sacsejar el plató. El rodatge de les escenes va tenir lloc a l'abril de 1994, mentre els residents encara estaven nerviosos pel recent terratrèmol de Northridge de 1994; el personal d'efectes va amagar deliberadament els agitadors del plató fins que les càmeres rodaven per provocar reaccions més genuïnes. El conjunt de l'observatori estel·lar va ser una reparació elaborada del pont de l' Enterprise-B, amb nivells afegits i parets intercanviades canviant la disposició. Els panells de control dissenyats segons els de la sèrie original Star Trek van ajudar a suggerir l'edat de l'estació.
El repartiment de La nova generació va començar a filmar les seves escenes per a Generations quatre dies després d'acabar el programa. Un cop finalitzat el rodatge de la sèrie, només quedaven sis mesos per a la data d'estrena de la pel·lícula.:307 Les escenes de l'accident de l' Enterprise-D es van filmar a mitjans de maig de 1994, i es van situar entre les últimes plans restants abans que els conjunts existents de La nova generació fossin enderrocats per donar pas a Star Trek: Voyager. Com a resultat, la tripulació va tensionar els conjunts pels danys de l'accident més del que hauria estat normal durant la sèrie.

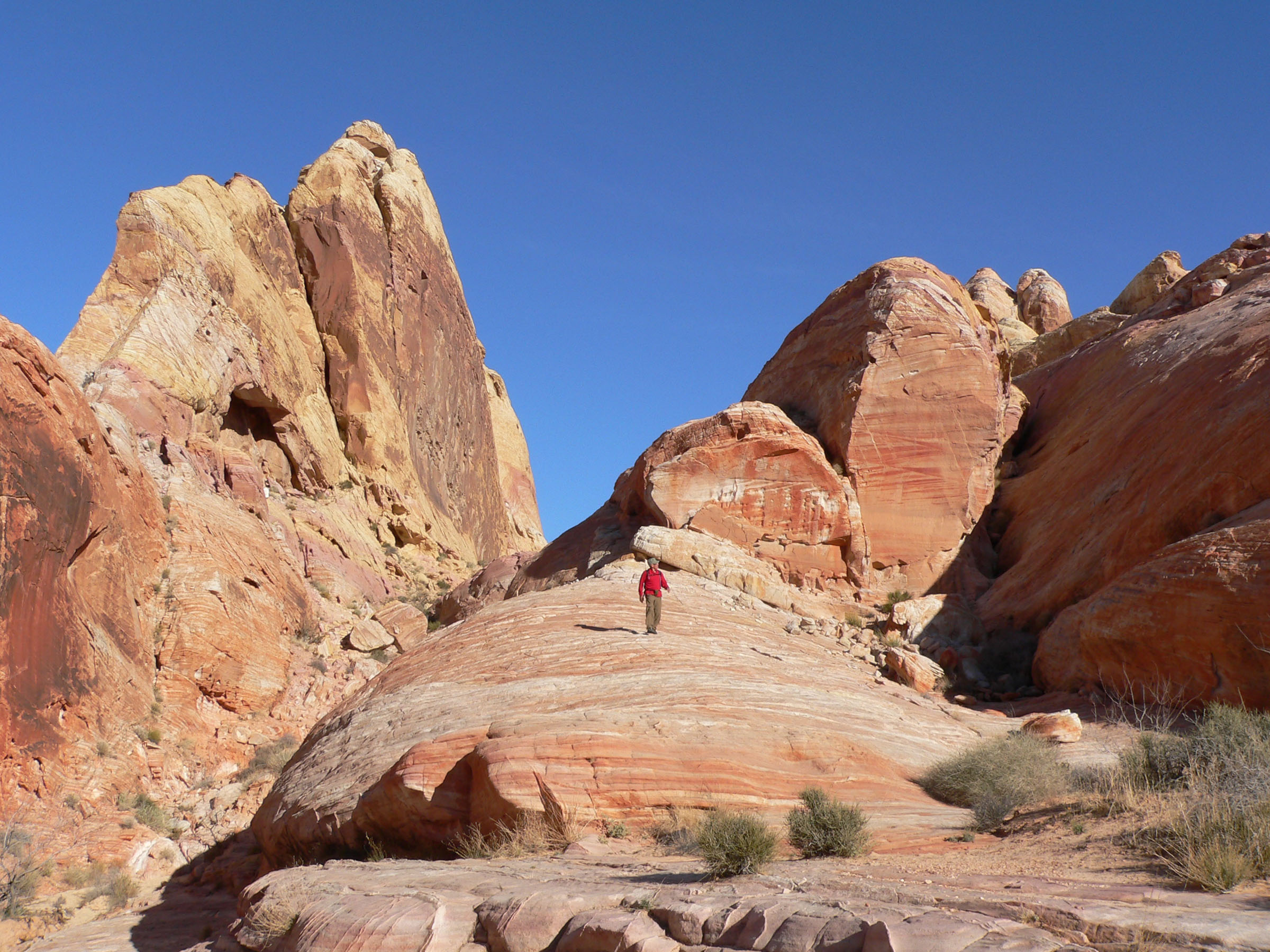
Alts penya-segats i àrees com aquesta al Parc estatal Valley of Fire van servir com el planeta alienígena Veridian III

Malgrat les retallades pressupostàries, Generations va rodar moltes escenes en exteriors.:316 El ritme accelerat del rodatge va fer que no s'haguessin seleccionat totes les ubicacions abans de l'inici de la fotografia principal, i la producció encara estava buscant ubicacions fins dues setmanes abans de les escenes finals.:261 La producció va esgotar les opcions possibles a la zona d'estudis de Los Angeles i va mirar fins a 240 kilòmetres de distància per trobar ubicacions adequades.:267 La cerimònia de promoció de l' Enterprise-D a l'holocoberta es va filmar al Lady Washington, una rèplica a gran escala del primer veler estatunidenc que va visitar el Japó.:316 Carson va lluitar de valent per mantenir el rodatge durant els retalls pressupostaris, i va decidir sacrificar altres dies del programa per mantenir l'escena.:19'00"–20'00"El Lady Washington era ancorat a Marina del Rey i va navegar a unes quantes milles de la costa a cinc dies de la costa. Alguns dels membres de la tripulació del Lady Washington van aparèixer entre els membres de la tripulació de l' Enterprise.:316
La casa de Picard al Nexus era una casa particular a Pasadena (Califòrnia); gairebé tots els mobles eren accessoris personalitzats o articles exteriors. Parts de l'escena es van rodar el maig de 1994, seguits de nous rodatges cinc mesos després. Les revisions van incloure afegir el nebot de Picard, René, a la seva imaginada celebració de Nadal amb la seva família. La casa dels records de Kirk a Nexus es trobava a Lone Pine, Califòrnia, amb la cabana plena d'accessoris per representar la carrera de Kirk, des d'un bat'leth klingon fins a una pintura del seu "Enterprise".
Carson volia una ubicació de muntanya adequadament remota i alienígena per al clímax de la pel·lícula al recinte de Soran.:262 Les escenes es van rodar durant vuit dies en un altiplà elevat al "Valley of Fire", al nord-est de Las Vegas, Nevada. L'alçada de la pujada i els costats inclinats requerien que el repartiment i la tripulació poguessin 49 metres amb cordes de seguretat i portessin totes les provisions i equipament amb ells. La calor de 43ºC ho va fer difícil a tots els implicats, especialment per a Shatner, que portava una vestimenta de llana.:315 Els arnesos i cables de seguretat utilitzats per protegir els intèrprets de caure d'un precipici es van retirar digitalment en postproducció.
Tal com es va filmar originalment, Kirk va rebre un tret a l'esquena i va ser assassinat per Soran. El públic de la prova va reaccionar negativament a la mort, de manera que l'escena es va reescriure i es va tornar a gravar durant dues setmanes de manera que Kirk se sacrifica saltant per una passarel·la trencada per recuperar el coixinet de control de Soran i desenganxar la sonda. Paramount va permetre que la pel·lícula superés el pressupost fins als 35 milions de dòlars per les noves escenes gravades. Com que l'equip de producció ja s'havia passat setmanes eliminant les restes del seu rodatge de la Valley of Fire, el plató es va haver de reconstruir amb un calendari molt ajustat, seguit de treballs d'efectes per treure cables i manipulació a temps perquè el metratge s'inclogués al tall final.

### Efectes
Les tasques d'efectes especials de Generations es van dividir entre els venedors d'efectes de la sèrie de televisió i ILM.:313 El supervisor de CG d'ILM, John Schlag, va recordar que era fàcil reclutar personal que volgués treballar a Star Trek; treballar a la pel·lícula "em va donar l'oportunitat de formar part de tot el Trek... ILM és pràcticament una empresa sencera plena de frikis de Trek".:88 Els guionistes van omplir els esborranys inicials amb efectes apassionants i cars. El supervisor de l'equip d'efectes John Knoll va crear un guió de les seqüències d'efectes, esbrinant com donar el millor servei al guió el més barat possible. Quan fins i tot aquestes estimacions van resultar massa costoses, ILM va continuar retallant preses. "No ens quedava res per tallar, i encara havíem de tallar coses", va recordar Knoll.:78–79
Les pel·lícules anteriors de Star Trek havien utilitzat tècniques convencionals de control de moviment per registrar múltiples passades de models i miniatures de naus estel·lars. Per a Generations, els artistes d'efectes van començar a utilitzar imatges generades per ordinador (CGI) i models per a determinades preses.:78 No es van construir models físics de rodatge per les naus de refugiats, tot i que George va recordar que va crear una miniatura física ràpida perquè el modelador de CG Rob Coleman desenvolupés les seves idees, en lloc d'intentar articular els seus comentaris sense ella.:84 Altres elements CG foren els col·lapses solars i el planeta Veridian III.:319 Knoll va utilitzar una versió digital de l' Enterprise-D per a l'efecte curvatura; les limitacions de la programació de control de moviment i l'efecte slitscan per a l'original van significar que l'efecte "amb prou feines s'aguanta", va dir Knoll, mentre que la recreació CG podria mantenir una il·luminació constant durant tot el temps:88 Mentre que les tècniques digitals es van utilitzar per a moltes seqüències i naus, es van construir físicament alguns models nous; aquests incloïen l'observatori, construït pel cap de maquetes John Goodson.:320
La batalla culminant entre l' Enterprise i els klíngons sobre Veridian III es va dur a terme utilitzant el control de moviment tradicional, però sense el pressupost per a explosions pràctiques i models especials de fuga, els impactes i els danys de la batalla es van simular amb trucs pràctics de composició i efectes generats per ordinador. La destrucció de l'Au de Presa va ser una reutilització d'imatges de The Undiscovered Country. El foc de les armes i els parabolts d'energia estaven animats a mà, però Knoll tenia una idea diferent per als torpedes de fotons. Fanàtic de l'impressionant aspecte d'arc dels torpedes de La pel·lícula, Knoll va escanejar imatges de la pel·lícula i va passar als efectes generats per ordinador. Un programa simulador va crear un aspecte similar que es podia animar des de qualsevol punt que els artistes d'efectes volguessin, sense la despesa i el tedi requerits: làser brillant a través d'un cristall en un entorn fumat, per recrear l'aspecte òpticament.:80–81
Carson va descriure la cinta d'energia del Nexus com el veritable dolent de la pel·lícula; ILM va ser l'encarregat de concebre com seria la cinta sense un marc de referència natural.:81–82 "Quan es crea alguna cosa des de zero, sempre és important aclarir-ho tot... com que hi ha tants camins que pots explorar, és fàcil quedar-se encallat" va recordar el co-supervisor d'efectes Alex Seiden, que havia treballat com a director tècnic a l'explosió de Praxis a The Undiscovered Country.:83 Knoll va decidir que la cinta era un trencament d'univers, ple d'energia caòtica, inspirant-se en les imatges que havia vist dels camps magnètics al voltant d'Urà en una simulació del Jet Propulsion Laboratory. El nucli en forma de perfil aerodinàmic de la cinta ondulant es va millorar amb arracades elèctriques.:82 Per vendre la immensitat de la cinta en plans espacials on no hi hauria cap sentit d'escala disponible, Seiden i George van crear un camp de brossa de brases que seguia la cinta.:83 L'interior de la cinta es va conceptualitzar com una densa tempesta elèctrica, amb boira elèctrica de la pantalla.:83 Degu a la complexa interacció dels elements de la cinta amb les naus que hi quedarien atrapades, ILM va decidir que les naus de refugiats i l' Enterprise-B haurien de ser models CG.:85 Per fer que el canvi entre les passades generades per ordinador i de control de moviment del model físic semblés perfecta, ILM va crear una estructura de filferro del model físic, amb les textures del model generat per ordinador preses de fotos del model físic, fetes amb llum plana amb una lent llarga.:85 El cop d'arracada que envia Kirk al Nexus es va simular amb la superposició de múltiples peces d'animació, incloses les explosions CG que Knoll va representar al seu ordinador personal i un efecte d'explosió reciclat de L'Imperi contraataca.:86
La seqüència de l'estavellament de l' Enterprise-D es va filmar en un conjunt de sòl forestal de 122 x 24 metres ampliat per pintures matte,:320 construït a l'exterior perquè ILM pogués utilitzar la llum natural. Es va construir un plat model de l' Enterprise de 3,7 metres específicament per a les preses; la mida del model li donava la sensació d'escala adequada per a la brutícia i els residus voladors, una il·lusió millorada pel fet de rodar amb una càmera d'alta velocitat per donar al plat el moviment lent esperat d'un objecte massiu. ILM va rodar els membres de la seva tripulació caminant pel seu aparcament i va posar les imatges a la part superior del plat per representar el personal de la Flota Estel·lar que evacuava la secció del plat.:320

### Música
Dennis McCarthy, el principal compositor de La nova generació, va rebre l'encàrrec d'escriure la partitura de Generations. McCarthy es va convertir en el primer compositor de Star Trek a treballar tant en projectes de televisió com de cinema. El crític Jeff Bond va escriure que, mentre que la partitura de McCarthy tenia "l'encàrrec d'encavalcar els estils d'ambdues sèries", va oferir al compositor l'oportunitat de produir una escriptura dramàtica més forta. La música d'obertura de la pel·lícula és una peça coral que sona mentre una ampolla de xampany flotant cau per l'espai. Per a les escenes d'acció amb l' Enterprise-B, McCarthy va utilitzar acords de metall baix. Kirk va rebre un motiu de metall accentuat per tambors (un so que no s'utilitza a La nova generació), mentre que l'escena acaba amb notes dissonants quan Scott i Chekov descobreixen que Kirk ha estat volat a l'espai.:152
McCarthy va ampliar el seu estil de metall per a les seqüències d'acció de la pel·lícula, com ara la batalla per Veridian III i l'aterratge accidental de l' Enterprise-D. Per al viatge de Picard al Nexus, més música coral i sintetitzadors acompanyen el descobriment de Picard de la seva família. Una gran fanfàrria, l'únic tema diferent de la pel·lícula, es reprodueix per primera vegada quan Picard i Kirk es troben. Aquest tema combina el tema de McCarthy per a Picard de la primera temporada de La nova generació, notes del tema de Deep Space Nine i el Star Trek d'Alexander Courage. Per a la batalla final de Kirk i Picard contra Soran, McCarthy va utilitzar música staccato per accentuar la baralla a cops. Per a la mort de Kirk, McCarthy va combinar les cordes líriques amb una altra declaració del tema de Courage, mentre que una foto de Picard dempeus sobre la tomba de Kirk s'anota amb més pompa. El tema de Courage es reprodueix de nou al final de la pel·lícula.:152–53
La banda sonora original es va publicar l'any 1994 en cinta de casset i CD. El 2013, GNP Crescendo Records va tornar a llançar la banda sonora com una edició de col·leccionista ampliada de dos discs que inclou temes inèdits.

## Estrena

### Màrqueting
El màrqueting de Generations va incloure un lloc web, el primer a donar a conèixer oficialment una pel·lícula. El lloc va ser un èxit, ja que es va veure milions de vegades a tot el món durant les setmanes anteriors a l'estrena de la pel·lícula, en un moment en què menys d'un milió d'estatunidencs tenien accés a Internet. Paramount també va promocionar la pel·lícula al servei en línia Prodigy.
El marxandatge llançat per promocionar la pel·lícula incloïa tasses i calendaris col·leccionables de Jack in the Box, quioscs promocionals a les botigues Kmart, i figures d'acció. A causa dels terminis de producció, aquestes figures portaven els uniformes de la Flota Estel·lar dissenyats per Blackman que finalment no es van utilitzar a la pel·lícula. Altres articles de col·lecció incloïen un número especial de 600.000 tiratges de Entertainment Weekly dedicat a la pel·lícula, i segells i fulls de record produïts per Guyana. Una novel·lització de la pel·lícula escrita per J. M. Dillard va passar tres setmanes a la Llista dels més venuts del New York Times. El grup de llicències de Paramount estima que els socis promocionals podrien afegir fins a 15 milions de dòlars en suport de la pel·lícula.
Es van llançar diversos videojocs relacionats amb l'estrena de la pel·lícula. Absolute Entertainment va publicar Star Trek VII: Generations: Beyond the Nexus per als dispositius portàtils Game Boy i Game Gear. Tres anys després de la pel·lícula, MicroProse va produir Star Trek VII: Generations, que comptava amb el repartiment de la pel·lícula com a actors de veu. El joc va seguir aproximadament la trama de la pel·lícula amb la major part del joc jugat en una perspectiva en primera persona.
Les versions del guió de la pel·lícula es van filtrar abans de la pel·lícula. Una edició pirata del guió va revelar la cinta d'energia i la mort de Kirk; James Doohan va confirmar l'autenticitat del guió en una convenció de fans el març de 1994, però el seu agent va negar que havia vist el guió acabat. Al setembre, una altra còpia del guió de la pel·lícula es va filtrar a Internet. Com a resultat, la notícia de la mort de Kirk es va estendre arreu.

### Taquilla
Star Trek Generations es va estrenar als Estats Units i al Canadà el 17 de novembre de 1994 i va recaptar 3 milions de dòlars en 1.525 cinemes. La pel·lícula es va estrenar a 2.659 sales l'endemà i va recaptar 23,1 milions de dòlars durant el cap de setmana d'estrena, amb una mitjana de 8.694 dòlars per sala. Va ser la pel·lícula més taquillera durant la primera setmana de la seva estrena als Estats Units, mantenint-se entre les deu primeres durant quatre setmanes més. La pel·lícula va recaptar 75.671.125 dòlars bruts als Estats Units i Canadà i 42.400.000 dòlars a nivell internacional, guanyant 118  milions de dòlars arreu del món contra un pressupost de 35 milions de dòlars. Al Regne Unit, Generations es va estrenar el 10 de febrer de 1995, a la número u amb 2.040.000 £. Al Japó, la pel·lícula va recaptar 1,2 milions de dòlars el cap de setmana d'obertura, una gran quantitat tenint en compte el mal rendiment habitual de la franquícia en aquest mercat. Donat el seu pressupost moderat, Generations es va considerar un èxit de taquilla.

## Recepció
Star Trek: Generations va obtenir crítiques diverses de crítics i fans. La pel·lícula té una puntuació del 47% a Rotten Tomatoes basada en 57 ressenyes, amb una valoració mitjana de 5,50/10. A Metacritic, la pel·lícula té una puntuació de 55 sobre 100 basada en 22 crítics, la qual cosa indica crítiques mitjanes. Els públics enquestats per CinemaScore van donar a la pel·lícula una nota B+. Escrivint sobre la pel·lícula dècades més tard, Den of Geek va descriure la pel·lícula com a divisiva, i Tor.com va assenyalar que la pel·lícula havia estat durament criticada durant anys pels fans i els propis guionistes de la pel·lícula. L'any 2001, la BBC li va donar 2 de 5 estrelles, resumint: "Els devots poden trobar necessària (si és depriment) la visualització"."
Els crítics es van queixar que la pel·lícula se sentia com un episodi massa llarg de la sèrie de televisió. Jay Boyar del Orlando Sentinel va estar d'acord, però va dir que la pel·lícula minimitzava la tendència de la sèrie de televisió a "embussar-se" passant a la següent escena abans que l'avorriment s'instal·li. Kenneth Turan va dir que la pel·lícula era segura i que depenia molt de l'apreciació dels espectadors per les sèries de televisió Star Trek. Jay Carr de The Boston Globe va descriure la pel·lícula com a "tranquil·litzantment previsible", dient que presentava elements que serien reconeixibles pels fans d'ambdues sèries, però que la manca de sorpreses era un benefici.
Steve Biodrowski de Cinefantastique va elogiar alguns dels tocs de gran pressupost que la pel·lícula va aportar a la franquícia, però va escriure que la majoria d'intents, com ara la fotografia de John Alonzo, semblaven ser contraproduents. En canvi, Carrie Rickey de The Philadelphia Inquirer i Chris Cummins de Den of Geek van lloar el treball d'Alonzo com un dels pocs punts brillants de la pel·lícula; "[Alonzo] fa que l' Enterprise sembli una nau estel·lar real habitada", va escriure Cummins, i "per primera vegada, la tripulació de l'Enterprise-D semblava que estiguessin realment a l'espai exterior". Elizabeth Renzetti de The Globe and Mail va elogiar la pel·lícula pels seus efectes especials, però va considerar que no eren prou forts com per cobrir la trama feble.
Les opinions estaven dividides sobre si la pel·lícula era accessible o no als que no fossinns de Star Trek. Crítics com Janet Maslin de The New York Times van suggerir que tot i ser "previsiblement flàccid i impenetrable en alguns llocs" i patir xerrameca tècnica, hi havia prou acció i espectacle per implicar els altres. Boyar va pensar que els ritmes de la trama específiques sobrevolarien els caps dels espectadors ocasionals, però el sentit innat de la diversió de la pel·lícula els mantindria compromesos. Altres consideraven la pel·lícula inaccessible per als neòfits, i massa preocupada per elements centrats en els fans que van restar valor a la història general, i Roger Ebert criticant la pel·lícula com "... tan preocupada per les bromes i les actualitzacions per a Trekkers que amb prou feines podria esquinçar-se el temps suficient per explicar una història".
La trobada de Kirk i Picard va provocar comparacions entre els dos actors respectius; El rendiment de Stewart sovint es considerava superior. James Berardinelli i Ebert van escriure que la manca de presència de Kirk en gran part de la pel·lícula encara se sentia moltíssim. Biodrowski, en canvi, va escriure que l'actuació dramatìca de Shatner s'adaptava millor a la pel·lícula que la subtil presentació de Stewart. Boyar va pensar que Shatner va fer un bon treball interpretant a un home directe a les seqüències finals i va injectar més diversió a la pel·lícula. Stephen Hunte de The Baltimore Sun  va considerar Shatner i Stewart emblemàtics de dues èpoques diferents de l'estrellat, i que la presència dominant de Stewart "borra de la pantalla el pobre i santíssim Shatner". Cinefantastique i altres van criticar les escenes entre Kirk i Picard com a mancances.
El torn de McDowell com Soran va rebre opinions diferents. Berardinelli i Rickey van anomenar Soran un dolent feble i mal definit, i Hunter va descartar Soran com un némesi indigne de la reunió titànica de Kirk i Picard. Ralph Novak de People va anomenar Soran un "vilà estàndard de Trek", mentre que a Maslin, a Michel Marriott de Newsweek, i a Lisa Schwarzbaum d' Entertainment Weekly els va agradar l'actuació. Novak va escriure que la subtrama d'aprenentatge de les emocions de Data va ser el més destacat i probablement la part més agradable de la pel·lícula per als no fans, mentre que Ebert va dir que la premissa "podria haver donat lloc a algunes escenes divertides, però no". Coates va resumir la subtrama com a "trista".

## Mitjans domèstics
Generations es va publicar en LaserDisc als Estats Units el 18 de juliol de 1995, seguit d'un llançament al setembre al Japó. També va ser llançat al Regne Unit l'any 1995 en format PAL. La pel·lícula es va estrenar al Regne Unit en VHS el 28 de desembre de 1998. El 1998 es va llançar un DVD, amb una transferència no anamòrfica i sense característiques especials. Més tard va rebre un llançament en DVD britànic el 2 d'octubre de 2000. Una nova transferència anamòrfica va formar la base d'una edició especial de 2004, amb àudio i comentaris de text i featurettes especials. La pel·lícula es va estrenar en Blu-ray l'any 2009 com a part d'una caixa recopilatòria de pel·lícules La nova generació, juntament amb material addicional. Els quatre llargmetratges de La nova generació es van estrenar a Ultra HD Blu-ray el 4 d'abril de 2023, en formats autònoms i col·leccionables.